# Jacques Adrien Lavieille
Pour les autres membres de la famille, voir Famille Lavieille.
Jacques Adrien Lavieille (11 janvier 1818 à Paris - 16 juillet 1862) est un graveur sur bois français.

## Biographie
Il est le frère aîné d’Eugène Lavieille (1820-1889), peintre paysagiste. Dans un premier temps, Jacques Adrien apprit le métier de leur père, qui était tapissier à façon. Mais rapidement, il devint élève de l’École des beaux-arts, où il se lia avec Antoine Johannot. Il entra dans l’atelier de Henri-Désiré Porret, puis partit, en 1837, passer une année à Londres, où il travailla dans celui du graveur Williams. De retour en France, il se consacra à la gravure sur bois, art dans lequel il acquit une certaine renommée. En 1842, il accompagna Horace Vernet en Russie, où on lui proposa une place de professeur à l’Académie impériale, place qu’il refusa car elle était conditionnée à une naturalisation.
Par ses gravures, Jacques Adrien Lavieille a collaboré à différentes revues : Gazette des Beaux-Arts, Le Magasin pittoresque, L'Illustration, L'Artiste, Le Charivari ; et participé à de nombreux ouvrages : Les Français peints par eux-mêmes (gravures d'après Gavarni, Johannot, etc.) (1840-1842), La Comédie humaine (La Peau de chagrin) de Balzac dans l’édition Furne (1842-1846), Les Faits mémorables de l’Histoire de France de Louis Michelant (1844), Journal de l’expédition des Portes de Fer de Charles Nodier (1844), La danse des salons de Henri Cellarius (bois d'après Gavarni) (1847), Le Poulailler de Charles Jacque et de celui-ci aussi, en 1859, un Album de sujets rustiques, Les Contes drolatiques de Balzac (1855) d’après des dessins de Gustave Doré, Werther de Goethe (dessins de J.-A. Beaucé) (1860), Histoire des peintres de toutes les écoles de Charles Blanc (1865)- œuvres de Victor Hugo publiées chez Hetzel, parfois en  association avec Célestin Nanteuil.
Il a gravé à partir d’œuvres de plusieurs peintres de son époque : Millet (van Gogh s’est inspiré pour une de ses œuvres du tableau de Millet La Sieste grâce à une gravure faite par Jacques Adrien Lavieille), Daubigny, Rosa Bonheur, Charles Jacque, son frère Eugène Lavieille. Mais certaines de ses gravures sont des gravures originales, réalisées à partir de ses propres dessins.
Il a exposé aux Salons dans la section Gravure de 1848 à 1859.
Cependant, son œuvre a été interrompue par une mort prématurée, à seulement 44 ans. Désespéré par la désaffection des éditeurs vis-à-vis de son travail, comme beaucoup de graveurs de cette époque, il se jette par la fenêtre de son appartement.